# Podlešje
Podlešje este o localitate din comuna Šentjur, Slovenia, cu o populație de 61 de locuitori.